# Manuel Quiros
Manuel Quirós (Marbella, 31 juli 1979) is een professioneel golfer uit Spanje.
Manuel Quiros werd in 1998 professional. Hij heeft enkele jaren op de Europese Challenge Tour gespeeld en is er op de Tourschool in 2010 in geslaagd een volle spelerskaart te krijgen voor de Europese PGA Tour van 2011.
Tijdens het Madrid Masters in 2009 stond hij als nummer 1076 op de wereldranglijst. Sergio García, toen de nummer 8 van de wereld, maakte een ronde van 64 en bleef clubhouse leader totdat Manuel Quiros binnenkwam met een ronde van 62. Na vier rondes stond Sergio op de 17de plaats en Manuel op de 43ste plaats.
In 2014 won hij de Olivier Barras Memorial waardoor hij een startbewijs kreeg voor de European Masters in Crans.

## Gewonnen
- 2014: Olivier Barras Memorial